# Weinmannia bojeriana
Weinmannia bojeriana là một loài thực vật có hoa trong họ Cunoniaceae. Loài này được Tul. miêu tả khoa học đầu tiên năm 1857.